# Toala'
Les Toala'  sont une population d'Indonésie. Au nombre de 30 000 en 1983, ils habitent le kabupaten de Luwu dans la province de Sulawesi du Sud dans l'île de Célèbes.

## Économie
Anciens chasseurs-cueilleurs, les Toala' sont aujourd'hui agriculteurs. Ils cultivent le riz en terrasse et le récoltent à la main. Le labour se fait avec une charrue à lame unique tirée par un buffle. Les Toala' cultivent également le maïs, des piments, des haricots, l'igname, la patate douce, le café et le giroflier.
Les Toala' se nourrissent des escargots, anguilles et poissons capturés dans les rizières non cultivées. Ils élèvent de la volaille, des porcs.

## Culture
Les villages sont situés en haut d'une colline ou dispersés dans la plaine. Quatre à six familles peuvent habiter une même maison. Les villages rassemblent des gens liés par la parenté ou le mariage. L'adoption est courante et les enfants sont élevés à la fois par leurs parents biologiques et adoptifs.
Les Toala' sont connus pour les gravures sur bois élaborées de leurs maisons et greniers à riz. Ils sculptent des statues pour les défunts de haut rang.
Les Toala' sont musulmans. Comme ailleurs en Indonésie, ils continuent d'observer des croyances et pratiques antérieures à l'islam. Les funérailles sont le moment le plus important de leur existence. Pour eux, elles permettent au défunt de passer de ce monde dans l'autre. La durée et l'élaboration des cérémonies dépendent de la richesse et du rang du défunt.
La langue toala' parlée par ce peuple appartient au sous-groupe Toraja-Sa'dan des langues célèbiques, dans la branche malayo-polynésienne des langues austronésiennes.